# Cody Rhodes
Cody Garrett Runnels (30 de juny del 1985), més conegut com a Cody Rhodes, és un lluitador professional estatunidenc que treballa actualment a la World Wrestling Entertainment lluitant a la marca SmackDown. És el fill menor de Dusty Rhodes, famosa superestrella retirada, i també és el germà de Goldust.
Entre els seus triomfs cal destacar tres Campionats Mundials en Parelles (un amb Hardcore Holly i dos amb Ted DiBiase) i un Campionat en Parelles de la WWE (amb Drew McIntyre).

## Carrera

### World Wrestling Entertainment

#### Ohio Valley Wrestling (2006-2007)
Cody formar parella amb Shawn Spears a l'agost de 2006 i començà un feu
 amb Deuce 'N Domino pel OVW Southern Tag Team Championship, guanyat a l'equip en dos ocasions; una el 18 d'octubre i l'altra el 13 de desembre de 2006.
Mentre era campió amb Shawn Spears començaren a tenir diferències per l'enveja de Shawn cap a Cody; cosa que va passar quan Cody va guanyar el OVW Heavyweight Championship contra Paul Burchill en el show del 17 de febrer de 2007, però el va perdre l'endemà. Shawn va guanyar el OVW Television Championship com a resposta a les seves diferències.
El 31 de març de 2007 en la ceremonia del WWE Hall of Fame Cody, junto a Dustin, instal·laren al seu padre Dusty Rhodes en el WWE Hall of Fame.
L'11 d'abril, el van perdre la Southern Tag Titles. Cody va derrotar el seu rival el 6 de juliol de 2007, per a convertirse en nou OVW Television Champion. Cody perdé el títol contra Shawn una setmana després.

#### 2007

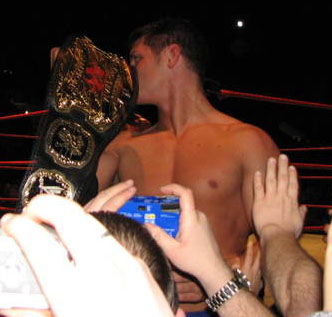
Cody amb el seu primer Campionat Mundial en Parelles.

Cody va debutar el 2 de juliol de 2007 establint-se com a face enfront a Randy Orton, qui tenía una gran rivalitat amb el seu pare Dusty Rhodes. Va perdre després que Orton li apliqués un RKO. A la setmana següent va demanar la revenja, novament amb victoria de Randy. Finalitzada la seva rivalitat amb Randy va lluitar amb Daivari, al qual va vencer amb un DDT, Charlie Haas i Shelton Benjamin, guanyant en totes les lluites.
Va participar en una battle royal on el guanyador fou William Regal.
La seva següent lluita fou un tag team junt amb Brian Kendrick i Paul London on derrotaren a Daivari, Shelton Benjamin i Charlie Haas. En el següent combat, amb Mickie James s'enfrentaren a Daivari i a Jillian, que va obtenir la victòria quan Cody va cobrir Daivari.
En una lluita entre Randy Orton i John Cena va acudir quan Randy va atacar al pare de John, per ajudarlo, però va ser expulsat del ring per Randy, encara que amb el temps suficient perquè John pogués ajudar el seu pare de l'atac.
Posteriorment, va mantenir un breu enfrontament amb el veterà Hardcore Holly, encara que més tard es va unir a ell en el PPV Survivor Series per a enfrontar-se amb els campions mundials de parelles Lance Cade i Trevor Murdoch en un combat titular. Aquella nit van perdre per un error de Cody; la nit següent s'enfrontà a Hardcore Holly al qual va derrotar finalment, encara que després del combat va aparèixer Randy Orton i li va aplicar el seu finisher RKO.
En el 15è aniversari de RAW juntament amb Hardcore Holly va capturar el seu primer Campionat Mundial per Parelles, derrotant a Lance Cade i Trevor Murdoch. La setmana següent en Armageddon 2007, Cody i Hardcore Holly van aconseguir mantenir els títols enfront a Lance Cade i Trevor Murdoch en un combat de revenja.

#### 2008-2009

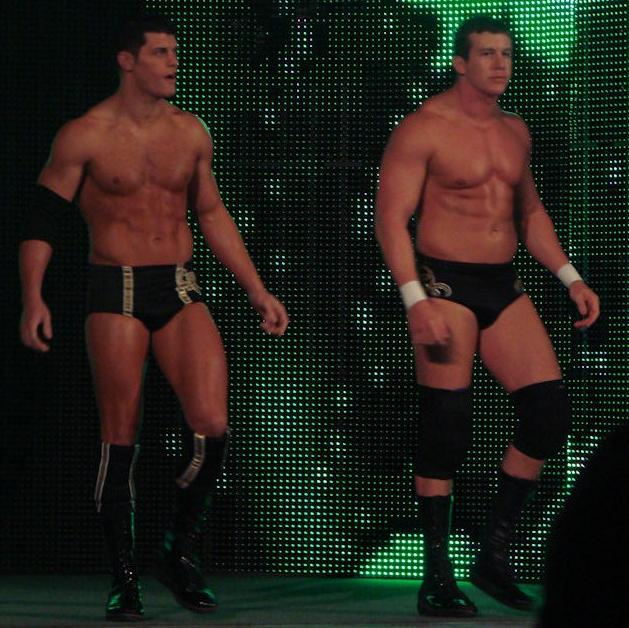
Cody Rhodes junt amb Ted DiBiase

Va aconseguir classificar-se per al Royal Rumble derrotant a William Regal, però finalment va ser eliminat per Triple H.
A la setmana següent es va enfrentar a Carlito on va demostrar un renovat estil de lluita i una millora, però va perdre per una distracció causada per Santino Marella. Setmanes després va perdre una lluita classificatoria contra Carlito en el Money in the Bank a WrestleMania XXIV. A WrestleMania XXIV va participar en un 24-Man Batlle Royal per obtenir una oportunitat pel ECW Championship, però fou eliminat.
En el Judgment Day va derrotar junt amb Hardcore Holly a Carlito i Santino Marella en una lluita titular. En el PPV Night of Champions va resultar ser el company misteriós de Ted DiBiase, traint a Hardcore Holly i tornant-se heel, convertint-se junt amb Ted DiBiase en els nous campions mundials.
En l'edició de Raw del 21 de juliol junt amb Ted DiBiase i JBL foren derrotats per Cryme Tyme i John Cena, tot i això durant les següents setmanes intercanviaren victòries enfront del dit equip.
El 4 d'agost a Raw junt amb Ted Dibiase va perdre els Campionat Mundial en Parelles enfront a John Cena i Batista. Però la setmana següent van aconseguir recapturar els campionats.
El Unforgiven derrotà junt amb DiBiase a Cryme Tyme, retenent els campionats. On va debutar Manu i s'unir a Cody i a Ted, i només per aquella nit, també s'unir Randy Orton, els quatres atacaren a CM Punk aquella nit provocant que perdés el WWE World Heavyweight Championship, ja que no va poder participar en la lluita per defensar-lo.
El 27 d'octubre junt amb Ted va perdre el campionat contra CM Punk i Kofi Kingston.

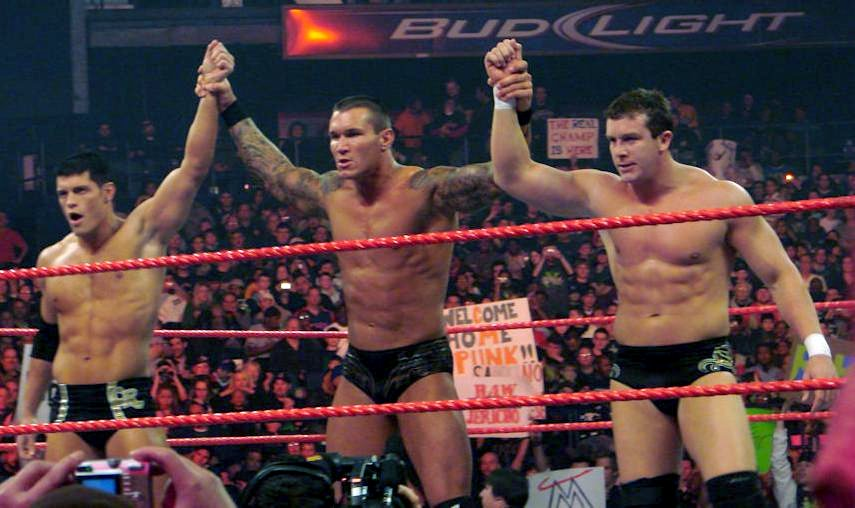
The Legacy (Cody Rhodes, Randy Orton i Ted DiBiase).

Cody i Manu començaren un breu enfrontament amb Randy Orton, des que aquest últim lesionés a Ted DiBiase, cosa que ocasionà que Cody colpegés a Randy en el backstage. Més tard va ocupar el lloc de Randy en una lluita enfront a Batista, la qual va perdre. Tot i això, va formar part de l'equip de Randy Orton en el PPV Survivor Series per enfrontar-se a l'equip de Batista, on va eliminar a CM Punk i va guanyar la lluita en quedar él i Randy com a supervivents. Després va començar a formar equip amb Randy Orton, Manu i Sim Snuka que se va anomenar "The Legacy". A l'edició del 29 de desembre de RAW, va aconseguir pasar la prova que els va imposar Randy per a seguir formant part del grup després de derrotar a CM Punk per conta fora del ring.
En el següent Raw Cody i Sim Snuka derrotaren a Cryme Tyme, però Snuka fou expulsat del grup, ja que va ser Cody qui va guanyar el combat. La setmana següent després d'una lluita de Randy Orton contra Kane; Manu, Snuka, i DiBiase, que feia el seu retorn, varen acudir després del combat per atacar a Randy Orton i a Cody. Però Ted Dibiase, finalment, va atacar a Manu i a Snuka, entrant a formar part de "The Legacy".
El trío va participar en el Royal Rumble, quedant els tres entre els quatre finalistes. Cody i Ted foren expulsats per Triple H. En els següents episodos de Raw va ajudar a Randy en els seus feus amb la familia McMahon, ajudant en el combat de No Way Out contra Shane McMahon, a més d'atacar-lo en diversos episodis de Raw.
En el PPV Backlash va lluitar junt amb Randy i Ted contra Batista, Triple H i Shane McMahon, ajudant a Randy a guanyar el Campionat de la WWE. En el The Bash va lluitar amb Ted Dibiase en una lluita on estava en joc el Campionat Unificat en Parelles de la WWE (Mundial i en Parelles) contra els campeones The Colóns (Carlito & Primo) i Edge & Chris Jericho, perdent la lluita, els guanyadores foren Edge i Jericho. En aquest mateix event va ajudar a Randy a retenir el seu campionat contra Triple H. En Night of Champions junt amb Ted DiBiase foren derrotats pels campions unificats Chris Jericho i Big Show.
Després d'això començaren un enfrontament amb D-Generation X (Shawn Michaels & Triple H), perdent a SummerSlam. Tot i derrotar a DX en el Breaking Point, foren derrotats per ells en el Hell in a Cell en un Hell in a Cell match. En el Bragging Rights, el Team SmackDown (Chris Jericho, Kane, R-Truth, Finlay, The Hart Dynasty (David Hart Smith & Tyson Kidd) & Matt Hardy) derrotà el Team RAW (D-Generation X (Triple H & Shawn Michaels), Cody Rhodes, The Big Show, Kofi Kingston, Jack Swagger & Mark Henry), després que Big Show trais el seu equip.
En el Survivor Series el Team Kingston(Kofi Kingston, MVP, Mark Henry, R-Truth & Christian) derrotà el Team Orton (Randy Orton, Ted DiBiase, Cody Rhodes, CM Punk & William Regal).

#### 2010-present

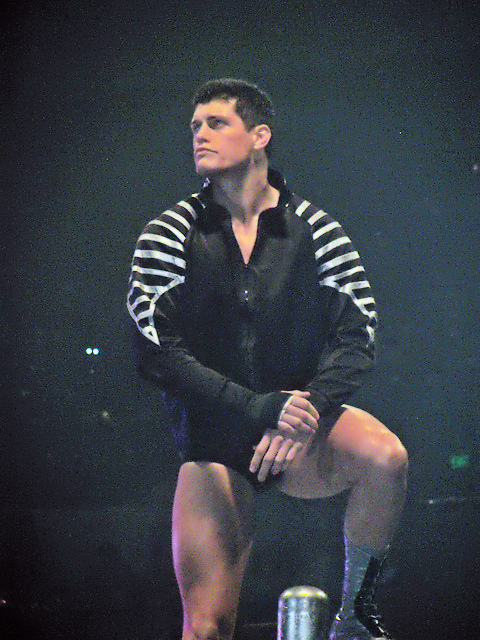
"Dashing" Cody Rhodes

En el Royal Rumble va interferir durant una lluita entre Randy Orton i Sheamus pel Campionat de la WWE de Sheamus, cosa que va provocar la descalificació de Randy. Seguidament i junt amb Ted Dibiase, van ser atacats per Randy. Va participar en el Royal Rumble (2010) sent eliminat per Shawn Michaels. Després inicià un enfrontament amb Randy Orton, tenint una lluita contra ell i Ted DiBiase a WrestleMania XXVI, sent Randy Orton el guanyador. A més, durant dita lluita ell i Ted es varen barallar, dissolent el grup "The Legacy" definitivament.
Degut al Supplemental Draft, fou traspassat de Raw a Smackdown. En la seva primara lluita a Smackdown va derrotar a John Morrison. Va participar en el torneig per la vacant del WWE Intercontinental Championship, sent derrotat per Christian a la primera ronda. L'1 de juny de 2010 es va anunciar, durant l'últim capítol de la primera temporada de NXT, que en la segona temporada seria el professional de Husky Harris. El 25 de juny va sortir al ring, junt amb Husky Harris, donant a conèixer el seu nou nom "Dashing" Cody Rhodes. Va participar en el Money in the Bank de Smackdown, en el PPV Money in the Bank, on el guanyador va ser Kane.
En el WWE Night of champions va formar equip amb Drew McIntyre en un Tag Team Gauntalet match on van guanyar el Campionat en Parelles de la WWE al derrotar a l'última parella; Mark Henry & Evan Bourne.

## En lluita
- Moviments finals

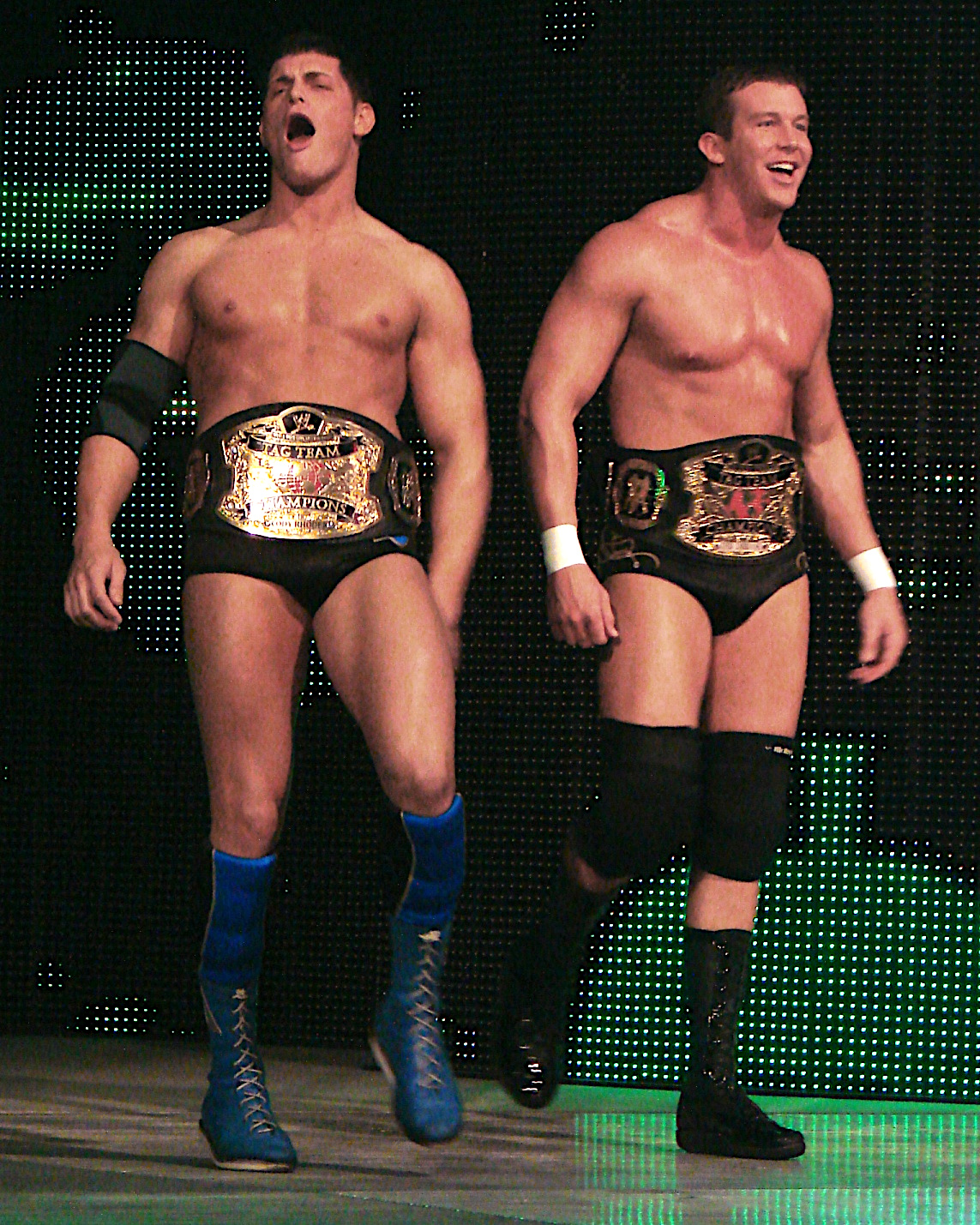
Coy i Ted com campions mundials de parelles.

  - Cross Rhodes (Rolling cutter) – 2009–presente
  - The Silver Spoon DDT (Flowing snap DDT)
- Moviments de firma
  - Dropkick
  - Bionic elbow
  - Top rope dive o crossbody
  - Snap scoop slam
  - Running bulldog, de vegades des de la segona corda
  - Swinging neckbreaker
  - Punching combination
  - Kneeling backbreaker
  - Russian legsweep
  - Knee drop
- Managers

## Campionats i triomfs
- Ohio Valley Wrestling
  - OVW Heavyweight Championship – 1 vegada
  - OVW Southern Tag Team Championship – 2 vegades amb Shawn Spears
  - OVW Television Championship – 1 vegada
  - OVW Triple Crown Championship – 4t
- World Wrestling Entertainment
  - WWE World Tag Team Championship (3 vegades) amb Hardcore Holly (1) i Ted DiBiase, Jr. (2)
  - WWE Tag Team Championship (1 vegada, actual) amb Drew McIntyre
- Pro Wrestling Illustrated
  - PWI Lluitador que més ha millorat - 2008
  - Situat en el Nº 172 en els PWI 500 de 2007
  - Situat en el Nº48 en els PWI 500 de 2009
  - Situat en el Nº41 en els PWI 500 de 2010